# Wii Speak

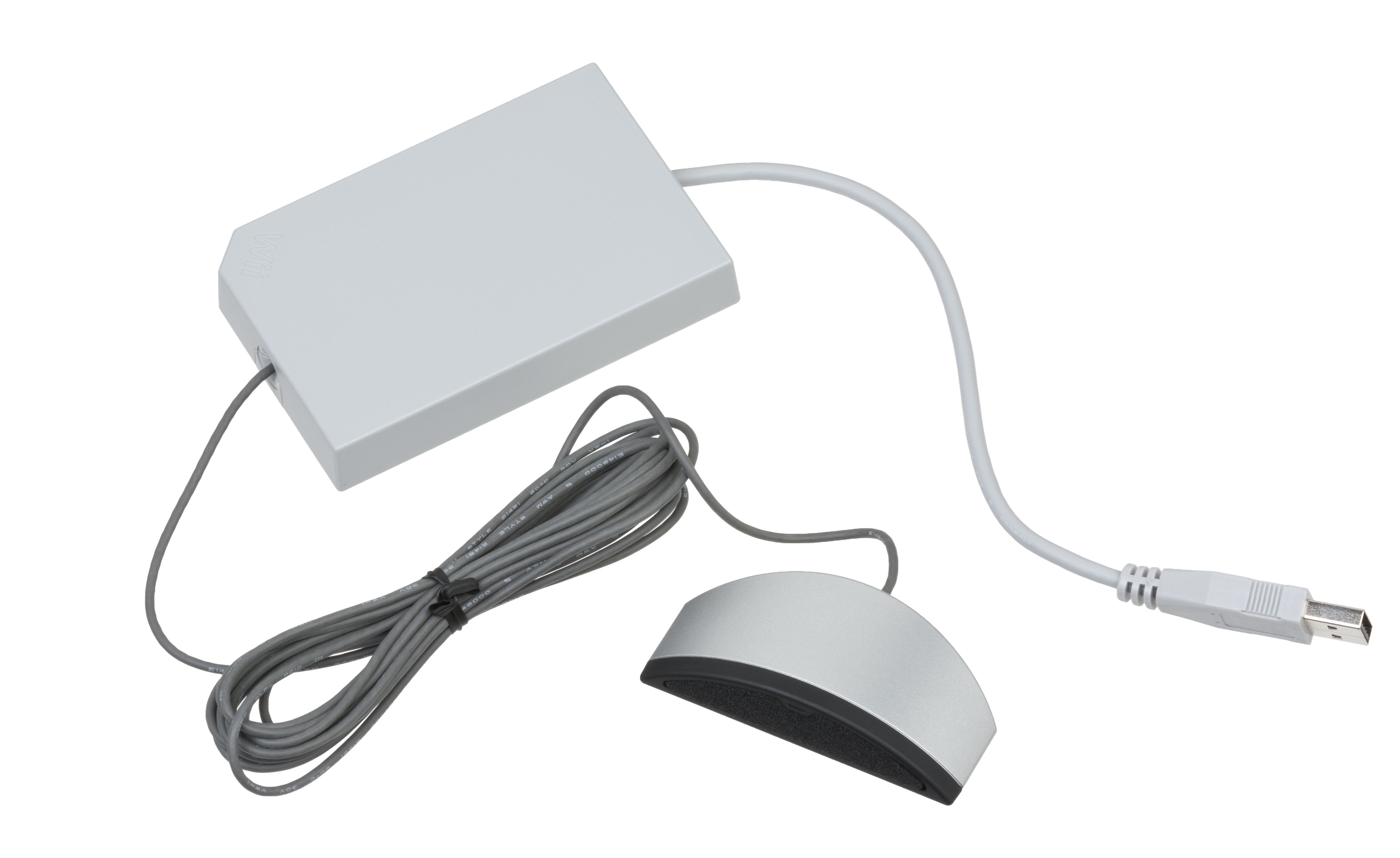
Nintendo Wii Speak

Wii Speak es un micrófono para la  Nintendo Wii que se puede utilizar con el juego Animal Crossing: City Folk y en el Canal Wii Speak ("Wii Speak Channel" en inglés) que se vende también por separado. Además, incorpora un sistema de reconocimiento de locutores. Su lanzamiento fue el 5 de diciembre de 2008.

## Canal Wii Speak
Los usuarios que cuenten con el periférico Wii Speak, tendrán acceso al canal Wii Speak a través de un Wii Download Ticket incorporado con él, y que permite descargarlo gratuitamente en el Canal Tienda Wii.
Este canal permite a los usuarios hablar entre ellos en línea, con un límite de cuatro consolas Wii al mismo tiempo. Cada usuario está representado con su propio Mii, el cual mueve los labios al mismo tiempo que la persona habla. También les permite dejar mensajes de voz a los usuarios en sus Tablones Wii así como incluir notas de voz a las fotos guardadas. El Canal fue lanzado el 5 de diciembre tanto en América como Europa. Se prevé una actualización del Canal Internet que lo adapte al nuevo periférico.

## Animal Crossing City Folk
Animal Crossing: City Folk es la tercera entrega de la serie Animal Crossing para la consola Wii de Nintendo. El 15 de julio de 2008, durante la conferencia de prensa de Nintendo en el E3, se anunció el nombre oficial, así como el uso de un nuevo periférico llamado Wii Speak, que servirá para comunicar por voz a los jugadores del juego a través de la Conexión Wi-Fi de Nintendo.
Aparte de este juego que ya ha salido al mercado, ya pudiendo usar el accesorio, se ha confirmado su uso, en el juego de tiros en primera persona The Conduit y en el Monster Hunter 3 .

## The Conduit
The Conduit es un juego del género de los shooter que está desarrollando por la compañía High-Voltage, y es distribuido por Sega.
High Voltage Software confirmó que su prometedor The Conduit para Wii hará uso del Wii Speak, el nuevo micrófono de Nintendo para Wii permitirá comunicarse con otros jugadores en las partidas en línea. La compañía también confirmó que el número definitivo de jugadores en línea en una misma partida será de 12.

## NBA 2K10
NBA 2K10 es un juego de baloncesto desarrollado por 2K que también utiliza el Wii Speak.

## Monster Hunter Tri
Monster Hunter Tri es un juego de acción que también incluye el accesorio Wii Speak

## NBA 2K11
La secuela del videojuego de NBA 2K10 hace uso del periférico